# La Zenia
La Zenia is de naam van een urbanisatie en zandstrand in de deelgemeente Orihuela-Costa binnen de gemeente Orihuela aan de Costa Blanca in de provincie Alicante in de Spaanse autonome regio Valencia. La Zenia ligt ongeveer 8 km ten zuiden van de havenstad Torrevieja aan de Spaanse oostkust. In 2010 telde La Zenia 1815 inwoners.(Bron INE 2010)

## Strand
Het gelijknamige witte zandstrand La Zenia ligt in een reeks van zes stranden van deelgemeente Orihuela-Costa en grenst in het noorden aan het strand Playa Flamenca en in het zuiden aan het strand Cabo Roig. Het heeft een lengte van 350 meter en breedte van 60 meter. Verder zijn er op het strand o.a. vlonders tot aan de zee, een ehbo-post en speciale toegang voor mindervaliden.Het strand is omgeven door talrijke restaurants en hotels.

## Urbanisatie
La Zenia is onderverdeeld in twee gedeelten, namelijk La Zenia en La Zenia II.
La Zenia grenst in het noorden aan de urbanisaties Playa Flamenca, Montezenia in het westen en Cabo Roig, Las Amapolas IV en San Jose IV in het zuiden. In het oosten ligt La Zenia aan de Middellandse Zee. De autoweg N-332 ligt evenwijdig aan de spaanse oostkust en doorkruist La Zenia. Aan de noordwest zijde ligt de autosnelweg AP-7. De oprit van La Zenia via de autosnelweg AP-7 richting Murcia, heeft de bijzonderheid, dat hij niet het unieke tolhuis van de AP-7 passeert, zodat dit gedeelte van de AP-7 gratis is, terwijl de AP-7 verder in dit gebied overwegend een tolweg is.

## Klimaat
La Zenia kent een aangenaam zeeklimaat met een gemiddelde temperatuur van 20 °C en 300 zonnige dagen per jaar.

## Leefklimaat
Door de afwezigheid van zware industrie en aanwezigheid van de grote salinas (zoutmeren) in de omgeving, staat de lucht in de regio bekend als zeer schoon. Het gebied is daarom in trek bij ouderen en zieken met allerlei chronische gezondheidsklachten. Er wordt wel gezegd, dat de omgeving de gezondheid bevordert vanwege de relatief hoge concentraties jodium in de lucht door de aanwezigheid van de salinas. In de omgeving zijn veel klinieken voor hart-en vaatziekten, reuma en huidaandoeningen.

## Bezienswaardigheid
Ten noorden van La Zenia liggen de Salinas van Torrevieja en La Mata. Dit is een beschermd natuurgebied, waar flamingo's in het wild te zien zijn.